# 河北河流列表
河北河流列表，列舉全部或部分在河北省、天津市、北京市境內的河流，並依照流域排列；支流則由河口至源頭排序。位於天津、北京及其他省份境內的河道會特別註明，未註明者表示位於河北境內。

## 海河口以南諸河流
- 馬頰河：跨省河流，上游位於河南境內，下游位於山東境內。
- 漳衛新河（南運河分流）：跨省河流，上游位於山東境內，中、下游為河北、山東界河。
- 宣惠河（南運河分流）
- 南大排河（黑龍港河分流）
- 捷地減河（南運河分流）：跨省市河流，下游位於天津境內。
- 北排水河：跨省市河流，下游主要位於天津境內，最末段流回河北境內。
  - 黑龍港河－清涼江－老沙河
    - 南大排河（分流入海）
- 子牙新河（子牙河分流，與北排水河並行，與南運河立體交叉）：跨省市河流，下游位於河北、天津邊界地帶。
- 獨流減河（子牙河分流）：位於天津境內。

## 海河水系
- 海河：位於天津境內。
  - 永定河：跨省市河流，下游位於天津境內，中游一度位於北京境內。
    - 永定新河（分流入薊運河）
    - 北運河：跨省市河流，下游位於天津境內，中游位於河北境內，上游位於北京境內。
      - 潮白河：跨省市河流，下游為河北、北京界河，上游位於北京境內。
        - 潮白新河（分流入永定新河）
        - 潮河：跨省市河流，下游位於北京境內。
        - 白河：跨省市河流，下游位於北京境內。
          - 湯河：跨省市河流，下游位於北京境內。
          - 黑河：跨省市河流，下游位於北京境內。

    - 洋河
      - 南洋河：跨省河流，上游位於山西境內。
      - 東洋河：跨省河流，上游位於內蒙古境內。

    - 桑乾河：跨省河流，上游位於山西境內。
      - 壺流河：跨省河流，上游位於山西境內。

  - 子牙河：跨省市河流，下游位於天津境內。
    - 獨流減河（分流入海）
    - 大清河：跨省市河流，下游為河北、天津界河。
      - 唐河：跨省河流，上游位於山西境內。
        - 潴龍河
          - 沙河：跨省河流，上游位於山西境內。
          - 磁河

      - 拒馬河：跨省河流，中游位於北京境內。

    - 南運河：跨省河流，上游為河北、山東界河，下游位於天津境內。
      - 捷地減河（分流入海）
      - 宣惠河（分流入海）
      - 漳衛新河（分流入海）
      - 衛河
        - 漳河
          - 清漳河：跨省河流，上游位於山西境內。
          - 濁漳河：跨省河流，上游位於山西境內，下游為河北、河南界河。

    - 子牙新河（分流入海）
    - 滏陽河
      - 槐沙河
        - 洨河

      - 北澧河
        - 洛河
        - 南澧河－沙河

    - 滹沱河：跨省河流，上游位於山西境內。
      - 甘陶河：跨省河流，上游位於山西境內。

## 海河口以北諸河流
- 薊運河：跨省市河流，上、下游位於天津境內，中游為河北、天津界河。
  - 永定新河（永定河分流）：位於天津境內。
    - 潮白新河（潮白河分流）：跨省市河流，中、下游位於天津境內。

  - 州河：跨省市河流，下游位於天津境內。
  - 泃河：上游位於河北、天津境內，中游位於北京境內，下游先位於河北境內，再成為河北、天津界河，最後進入天津境內。
- 陡河
- 灤河
  - 青龍河：跨省河流，上游位於遼寧境內。
  - 瀑河
  - 柳河
  - 武烈河
  - 伊遜河
    - 伊馬吐河

  - 興州河
  - 小灤河
  - 閃電河：跨省區河流，中游位於內蒙古境內。

## 遼河水系
- 遼河
  - 西遼河
    - 老哈河：跨省區河流，中游一度為內蒙古、遼寧界河，下游位於內蒙古境內。
      - 英金河
        - 錫伯河
          - 陰河：跨省區河流，下游位於內蒙古境內。
            - 西路嘎河：跨省區河流，下游位於內蒙古境內。